# Tours Mercuriales
Tours Mercuriales är två skyskrapor i Bagnolet i departementet Seine-Saint-Denis.
De två tornen, byggda 1975 av SAEP, ett Eiffage Holding-företag, ligger i utkanten av ringvägen i Paris nära Porte de Bagnolet i en fyrkant avskild från gatorna Jean-Jaurès, Adélaïde-Lahaye, Sadi-Carnot och avenyn Gambetta. De kallas Tour Levant (i öster) och Tour Ponant (i väster).
Dessa torn var en del av ett stort affärsdistriktsprojekt öster om Paris som syftade till att plana av La Défense-distriktet i väster.
Tornens arkitektur är inspirerad av de två tornen World Trade Center i New York. 